# Biotoecus opercularis
Biotoecus opercularis es una especie de peces de la familia Cichlidae en el orden Perciformes.

## Morfología
Los machos pueden llegar alcanzar los 10 cm de longitud total.

## Hábitat
Es una especie de clima tropical

## Distribución geográfica
Se encuentran en Sudamérica:  cuenca del río Amazonas (río Branco, río Negro, río Urubu,  lago SARAC, lago Carauaçu y río Trombetas ).